# فرایلس
فرایلِس (به اسپانیایی: Frailes) یکی از دهستان‌های استان خائن در کشور اسپانیا است. این شهر با مساحت ۴۱٫۳۷ کیلومتر مربع، ۱۷۲۳ تن جمعیت دارد.